# Val-de-Dagne
Val-de-Dagne ist eine französische Gemeinde mit 731 Einwohnern (Stand 1. Januar 2022) im Département Aude in der Region Okzitanien. Sie gehört zum Kanton La Montagne d’Alaric und zum Arrondissement Carcassonne.
Sie entstand als Commune nouvelle mit Wirkung vom 1. Januar 2019 durch die Zusammenlegung der bisherigen Gemeinden Montlaur und Pradelles-en-Val, die in der neuen Gemeinde den Status einer Commune déléguée haben. Der Verwaltungssitz befindet sich im Ort Montlaur.
Nachbargemeinden sind Floure und Barbaira im Nordwesten, Capendu und Comigne im Norden, Douzens im Nordosten, Lagrasse im Osten, Serviès-en-Val im Süden, Arquettes-en-Val und Fajac-en-Val im Südwesten und Monze im Westen.

## Gliederung

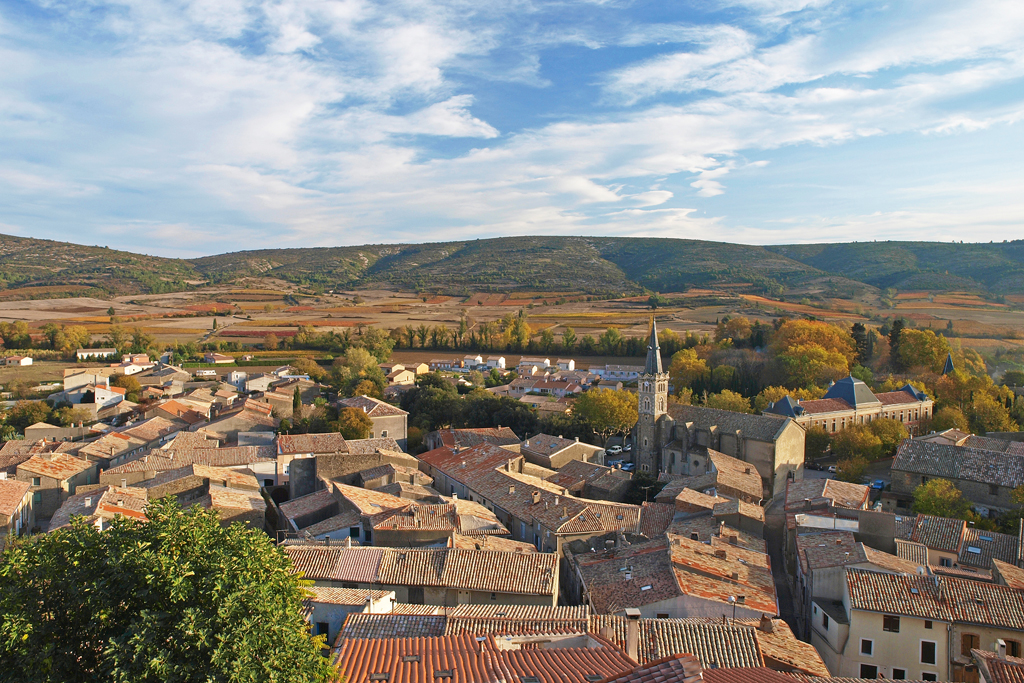
Blick auf den Teilort Montlaur

| Ortsteil                   | ehemaliger INSEE-Code | Fläche (km²) | Einwohnerzahl zum 1. Januar 2022 |
| -------------------------- | --------------------- | ------------ | -------------------------------- |
| Montlaur (Verwaltungssitz) | 11251                 | 33,92        | 540                              |
| Pradelles-en-Val           | 11298                 | 16,19        | 191                              |